# Tystnadens hus
Tystnadens hus är en svensk-finsk dramafilm från 1933 i regi av Rune Carlsten och Eric Malmberg. 

## Om filmen
Filmen premiärvisades den 6 november 1933 på biograf Riviera i Stockholm. Den spelades in vid Suomi-Filmi Oy i Helsingfors med exteriörer från Gamla Stan, Norr Mälarstrand och Gärdet i Stockholm av Harry Hasso. Som förlaga har man Øvre Richter Frichs roman Fredag den 13de som utgavs 1933. Filmen var ett av de största fiaskona i svensk filmhistoria. Den handlar om mordet på ockraren (juden) Rudolf Hasseman.

## Rollista i urval
- Fritiof Billquist – Kingsley Smith alias Jim Belden
- Signe Hasso – Susanna Braun
- Rune Carlsten – doktor Jeremiah Slade
- Sigge Fürst – Gus Harrisson
- Gunnar Olsson – baron von Elbing
- Gösta Lycke – advokat Juliani
- Eric Laurent – Walter Portan, polisassessor
- Dora Söderberg – Milly Portan, Walters syster
- Nils Dahlström – överkonstapel Gustavsson, Portans protokollsekreterare
- Paul Troupp – bankir Rudolf Hasseman, ockrare
- Edith Lamroth – Karin, bankirens hushållerska, Susannes mormor
- Bruno Lindroos – konstapel på polishuset och rollen som Persson, Julianis assistent
- Harry Hasso – författaren till Tystnadens hus

## Musik i filmen
- Masks, kompositör Gaston Borch, instrumental.